# Strategisk partnerskab
Et strategisk partnerskab eller en strategisk alliance er en officiel forbindelse mellem to kommercielle virksomheder, oftest formaliseret ved en eller flere virksomhedsaftaler.

## Former for partnerskab
Et strategisk partnerskab omfatter f.eks. en virksomhed, der leverer teknik, produktion eller produktudvikling og en partner med der udvikler et specialiseret nyt produkt eller anden innovation. Typisk vil den større virksomhed levere kapital, produktion og markedsføring, mens den mindre virksomhed skal levere specialiseret teknisk eller kreativ ekspertise. 
En anden type strategisk partnerskab indgås af en leverandør med en forhandler, hvor de gensidigt deltager i reklame, marketing, branding, produktudvikling og lignende funktioner i virksomheden. Som eksempler kan en bilproducent forme strategiske partnerskaber med sine underleverandører, eller pladeselskaber med sine forhandlere.
Der kan være mange fordele ved at skabe strategiske partnerskaber. 
"For komplette strategier, i modsætning til individuelle projekter, der skaber optionsværdi har den betydning, at virksomheden positionerer sig, således at en bred vifte af muligheder bliver tilgængelige". 
Strategiske partnerskaber rejser spørgsmål vedrørende ejerskab, varighed og opsigelse af forholdet, teknologioverførsel, konkurrence, opdeling af overskud og omkostninger, og mange andre juridiske forretningsspørgsmål.

## Strategiske partnerskaber i den offentlige sektor
Fra oprindelsen i den private sektor har konstruktionen bredt sig til den offentlige sektor, hvor der bl.a. er indgået strategiske partnerskaber om forskningsprojekter. Lars Løkke Rasmussen tilbød på et pressemøde den 26. oktober 2010 som et led i sin ghettostrategi de danske kommuner et strategisk partnerskab i forbindelse med løsningen af problemer i særligt udsatte almene boligområder. Ifølge planen vil staten deltage i finansieringen af konkrete projekter, der kan bidrage til at løse problemer i disse områder.

## Eksterne links
- Beskrivelse af strategiske alliancer på startvaekst.dk Arkiveret 17. november 2011 hos  Wayback Machine
- Forsknings- og innovationsstyrelsen